# Karel Schwarzenberg
Karel Schwarzenberg (phát âm tiếng Séc: [ˈkarɛl ˈʃvartsn̩bɛrk]) hay Karel, công tước của Schwarzenberg (tiếng Đức Karl Johannes Nepomuk Josef Norbert Friedrich Antonius Wratislaw Menas Fürst zu Schwarzenberg, tiếng Séc Karel Jan Nepomucký Josef Norbert Bedřich Antonín Vratislav Menas kníže ze Schwarzenberga; 10 tháng 12 năm 1937 – 11 tháng 11 năm 2023), là một chính trị gia Séc và lãnh tụ đảng Truyền thống, trách nhiệm và thịnh vượng 09.
Schwarzenberg là bộ trưởng bộ Ngoại giao từ tháng 7 năm 2010 cho tới 10 tháng 7 năm 2013. Ông đã giữ chức vụ này từ 2007 cho tới 2009, lúc đó được đảng Xanh đề cử. Ngoài ra ông là đại biểu Thượng viện cho một quận ở Praha từ 2004 tới 2010. Vào tháng 5 năm 2010, ông được bầu làm đại biểu Hạ viện Séc. Ông cũng ra tranh cử tổng thống Séc năm 2013 và lọt được vào vòng nhì, tuy nhiên thất cử với tổng số phiếu là 45,19%. Schwarzenberg là một chính trị gia thân Liên minh Âu châu.
Schwarzenberg cũng là trưởng gia nhà Schwarzenberg, một dòng dõi quý tộc của vùng Bohemia có nguồn gốc từ vùng Franken, từ năm 1979. Ông có bà con với Công tước Felix of Schwarzenberg, một lãnh tụ đế quốc Áo. Từ năm 1948 tới 1990, ông sống ở Áo (nơi mà ông được biết tới là Karl Schwarzenberg), ở đó ông tham dự chính trị qua đảng Nhân dân Áo, hay chỉ trích những xâm phạm nhân quyền ở khối Đông Âu, và đã là chủ tịch Các ủy ban Helsinki về Nhân quyền. Sau khi chủ nghĩa Cộng sản sụp đổ ở Đông Âu, ông trở thành cố vấn thân cận cho Václav Havel và dọn về Praha.
Ông kết hôn với bà Therese Hardegg (Therese Countess zu Hardegg auf Glatz und im Machlande) và họ có ba người con, mà đều sống ở Áo.
Sau khi sức khỏe của ông sa sút và ông phải nằm viện nhiều tuần ở Séc (điều mà ông luôn ca ngợi), ông được chuyển đến một bệnh viện ở Vienna. Ông qua đời vào tối ngày 11 tháng 11 năm 2023 trong sự bao bọc của người thân. Tình trạng viêm nhiễm bị bỏ quên bên trong cơ thể anh được coi là nguyên nhân chính dẫn đến cái chết. Tin buồn được người bạn tâm giao chính trị lâu năm Miroslav Kalousek công bố trên X.

## Gia đình Schwarzenberg
Karel Schwarzenberg có hộ chiếu Cộng hòa Séc, Thụy Sĩ, chỗ cư ngụ ở Áo, và một nông trại ở Mittelfranken, Đức, nơi dòng họ quý tộc này phát xuất từ đó ra.
Trong sở hữu gia đình có lâu đài Orlik (Cộng hòa Séc). Ngoài ra lâu đài Murau ở Steiermark và cung điện Schwarzenberg ở Viên thuộc quỹ từ thiện của gia đình mà có trụ sở ở Vaduz.